# Vorotynsk
Vorotynsk (ruso: Вороты́нск) es un asentamiento de tipo urbano de Rusia, perteneciente al raión de Babýnino de la óblast de Kaluga.
En 2021, el territorio del asentamiento tenía una población de 10 916 habitantes, de los cuales 10 566 vivían en el propio asentamiento y el resto repartidos en seis pedanías: el pueblo (seló) de Kumovskoye y cinco pequeñas aldeas (derevni) casi despobladas. Vorotynsk es la localidad más poblada del raión de Babýnino.
Se ubica en la periferia suroccidental de la capital regional Kaluga, al oeste del río Oká.

## Historia
Fue fundado en 1898 como poblado ferroviario de la línea de ferrocarril de Moscú a Briansk. Adoptó su topónimo del vecino pueblo homónimo, ubicado tres kilómetros al sur, en el actual raión de Peremyshl. La localidad se desarrolló notablemente a lo largo del siglo XX como área periférica de Kaluga, y destacó por albergar en sus afueras el aeródromo de Oreshkovo, base aérea de la Fuerza Aérea Soviética que estuvo en funcionamiento desde la década de 1930 hasta el año 2013.